# Triangle (película)
Triangle (titulada El triángulo en Argentina) es una película de producción anglo-australiana del año 2009, escrita y dirigida por el director británico Christopher Smith y protagonizada por Melissa George, Liam Hemsworth y Rachael Carpani.
La película narra la historia de Jess y unos amigos que, tras naufragar en alta mar, abordan un misterioso transatlántico. Aunque en un primer recorrido el interior de la nave les parece completamente desierto, pronto descubren que no están solos y que alguien está tratando de asesinarlos.
El estreno tuvo lugar el 27 de agosto de 2009 en el London FrightFest Film Festival. En Estados Unidos y algunos otros países la película fue lanzada como una producción directa a DVD.

## Argumento
La película comienza con imágenes inconexas de una mañana de sábado con Jess (Melissa George), una joven madre soltera que vive en Florida atendiendo a Tommy (Joshua McIvor), su hijo autista; se ve a Jess ocupada intentando calmar a Tommy de una crisis de pánico, luego recogiendo la ropa del jardín, limpiando pintura del piso, poniendo un enorme bolso en el maletero de su auto y finalmente conduciendo fuera de la ciudad con el aún exaltado Tommy en el asiento trasero.
Tras lo anterior, Jess decide aceptar la invitación de Greg (Michael Dorman), un cliente del restaurante donde trabaja, para pasear en el Triangle, su yate, junto a unos amigos: su compañero Victor (Liam Hemsworth), Sally (Rachael Carpani) y su esposo Downey (Henry Nixon) y una amiga de estos, Heather (Emma Lung). Cuando Jess llega al muelle, estos la notan perturbada y descolocada, sin embargo tras dormir algunas horas despierta más animada. Todo transcurre plácidamente hasta que el viento cesa dejándolos varados; Greg intenta comunicarse con el guardacostas pero la transmisión de una mujer hace interferencia, el mensaje es difuso y solo se entiende que otra mujer la quiere asesinar y ya ha matado a otros. De la nada una extraña tormenta vuelca la embarcación, haciendo que Heather se pierda en el mar y el resto quede a la deriva en los restos del yate.
Un enorme trasatlántico, el Eolus, emerge de la bruma. Una vez a bordo, comienzan a recorrer el interior en busca de tripulantes o pasajeros, pero la gigantesca nave parece vacía, aunque hay comida fresca en el gran salón y convocatorias a una obra teatral esa tarde. Durante la búsqueda, Jess se muestra cada vez más desconcertada; por fin, ante su amigo Greg se confiesa que desde que apareció en el muelle tiene la sensación de haber vivido esos hechos; esto no pasa inadvertido para sus compañeros, que desconfían de su extraña actitud.
En su recorrido, el grupo nota fotografías del buque que datan de 1932, lo que da pie a una conversación sobre la relación del dios Eolo y el mito de Sísifo, quien fue condenado a repetir una dura tarea por toda la eternidad como castigo por intentar engañar a la muerte. Victor encuentra en el suelo un llavero de Jess que dejó en el yate antes de la tormenta; la única explicación que encuentran es que Heather lo hubiese tomado antes del accidente y haya subido al barco antes que ellos, decidiendo así revisar todo el lugar.
Los hechos extraños se suceden: todos los relojes del barco, y el de Jess, se han detenido a las 8:17; Jess descubre, gracias a un espejo, la figura fugaz de alguien a bordo y Victor sale en persecución del desconocido volviendo poco después con el cráneo perforado y tratando de estrangular a Jess pero, debido a la gravedad de sus heridas, muere sin conseguirlo. Greg y la joven pareja; que también desconfiaba de Jess, mueren acribillados por un desconocido que viste un overol negro, cubre su cabeza con una bolsa de lona y porta una escopeta. 
Jess huye aterrada hasta la cubierta, donde lucha con el asesino y sale victoriosa. Antes de caer al mar el encapuchado, quien resulta ser mujer, le grita: «Es la única forma de volver a casa: tienes que matarlos».
Cuando parece que el peligro ha pasado, Jess oye gritos desde el mar y descubre que sus compañeros del yate, junto con otra Jess acaban de descubrir el navío salvador. La protagonista decide mantenerse oculta y a medida que ve nuevamente los eventos, ahora en tercera persona, comprende que todo se está repitiendo y que ella es la causante de todo: la lesión en la cabeza de Victor se la provocó al empujarlo accidentalmente contra una saliente de la pared mientras intentaba advertirle la situación, la figura oculta era ella vigilándolos y finalmente entiende que la encapuchada es algo en lo que eventualmente se convertirá, el mensaje captado en el yate fue enviado por Sally desde la sala de comunicaciones intentando huir de la Jess encapuchada; también descubre que hay decenas de copias de una nota que deja para sí misma en un papel, un medallón que pierde cae por una rejilla donde hay otros idénticos, mientras que Sally fallece en un lugar lleno de copias suyas muertas de forma similar, todo por obra de un bucle de tiempo, que los mantiene viviendo el mismo evento sin parar.
Tras fallar al intentar salvar a este grupo de la Jess asesina, ya que todos sus intentos acabaron conduciéndolos a ese destino, descubre que cuando todos mueren el bucle se reinicia y ellos aparecen para volver a subir al barco. Así se convence de que su versión asesina tenía razón y la única forma de salir es matar a todos para que el bucle comience y así evitar que aborden; por ello, cada vez más desesperada por salir de la nave y regresar con su hijo, toma el atuendo, el arma y los asesina otra vez, sin embargo, al intentar matar a la nueva Jess pierde también la pelea y cae al mar no sin antes advertirle que debe matar a todos para volver.
Jess despierta en una playa en las afueras de la ciudad donde fue arrastrada desde alta mar. Al regresar a su casa, desde el exterior, atestigua una serie de hechos que completan la secuencia inicial de la película, revelando que ha regresado a ese día por la mañana. Se revela que Jess en realidad es una madre violenta y cruel con Tommy y su deseo de volver con él provenían del arrepentimiento que desarrolló durante el bucle. Tommy derrama pintura en el piso al ver a esta Jess por la ventana, esto hace que su versión más joven lo golpee e insulte, mientras limpia el piso y señala como se arrepiente de haberlo tenido y cuanto desea «tener solo un día para ella nada más».
Arrepentida de sus actos, Jess decide tomar su lugar matándola a golpes con un martillo frente a Tommy, quien sufre una crisis de pánico, posteriormente pone el cadáver en un enorme bolso que mete en el maletero del auto y conduce fuera de la ciudad con su hijo en el asiento trasero, siendo estos los eventos vistos al inicio.
Mientras viajan, una gaviota se estrella contra el auto y cuando Jess la arroja junto al camino descubre muchas copias del ave muerta, comprendiendo que sigue en el bucle, por lo que se apresura a salir de la ciudad e intentando aún calmar a Tommy se descuida y choca contra un camión que destroza su auto. Aunque Jess sale ilesa, Tommy muere y todos asumen que el cadáver de la otra Jess era quien conducía. Un misterioso taxista (Bryan Pobests) se ofrece a llevarla donde desee y ella elige el muelle; allí se encuentra otra vez con Greg y el resto del grupo que se preparan para zarpar, iniciando una vez más el bucle.

## Reparto
- Melissa George como Jess
- Michael Dorman como Greg
- Rachael Carpani como Sally
- Liam Hemsworth como Víctor
- Jack Taylor como Jack
- Henry Nixon como Downey
- Emma Lung como Heather
- Joshua McIvor como Tommy
- Bryan Probets como el Taxista

## Producción

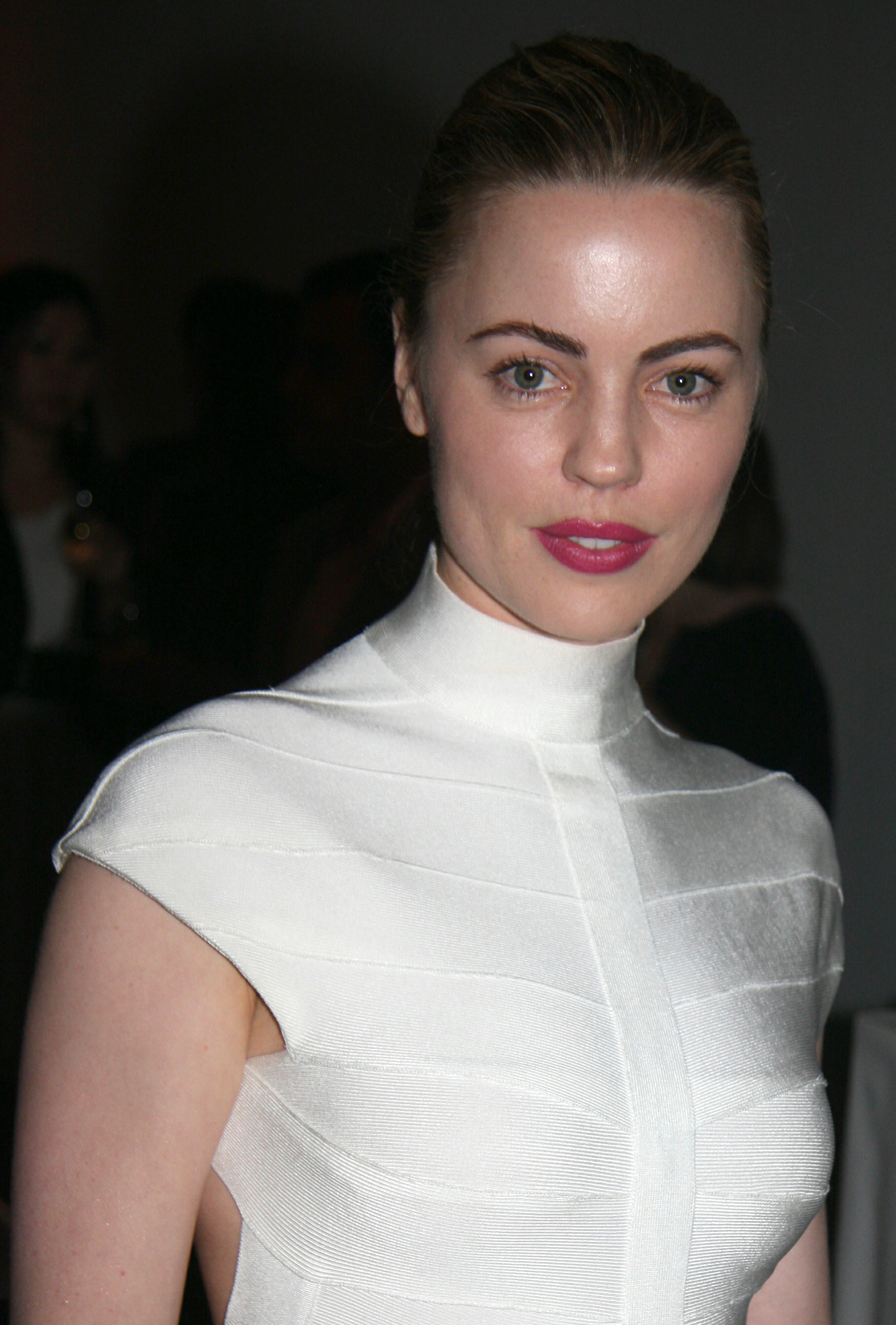
Melissa George, interpreta a Jess, la protagonista.

De coproducción británico-australiana, Triangle fue financiada en parte por el U.K. Film Council, que contribuyó con 1,6 millones de libras de dinero público del fondo de la Lotería Nacional para el desarrollo, producción y distribución de la película. El equipo de producción estaba formado por Jason Newmark y Julie Baines por parte de Dan Films-RU y Chris Brown por parte de Pictures in Paradise. Icon Entertainment se encargó de la distribución internacional.
Smith se inspiró en Dead of Night y Memento. Quería hacer una película cíclica que explorara el Déjà vu evitando usar los mismos elementos vistos en Jacob's Ladder. La película fue filmada en sets y en locaciones en Queensland, Australia; los sets incluyen el exterior de un crucero, que Smith insistió en construir ya que consideró importante no abusar del uso de pantallas verdes. La película se basa en parte en la historia de Sísifo, una figura de la mitología griega.

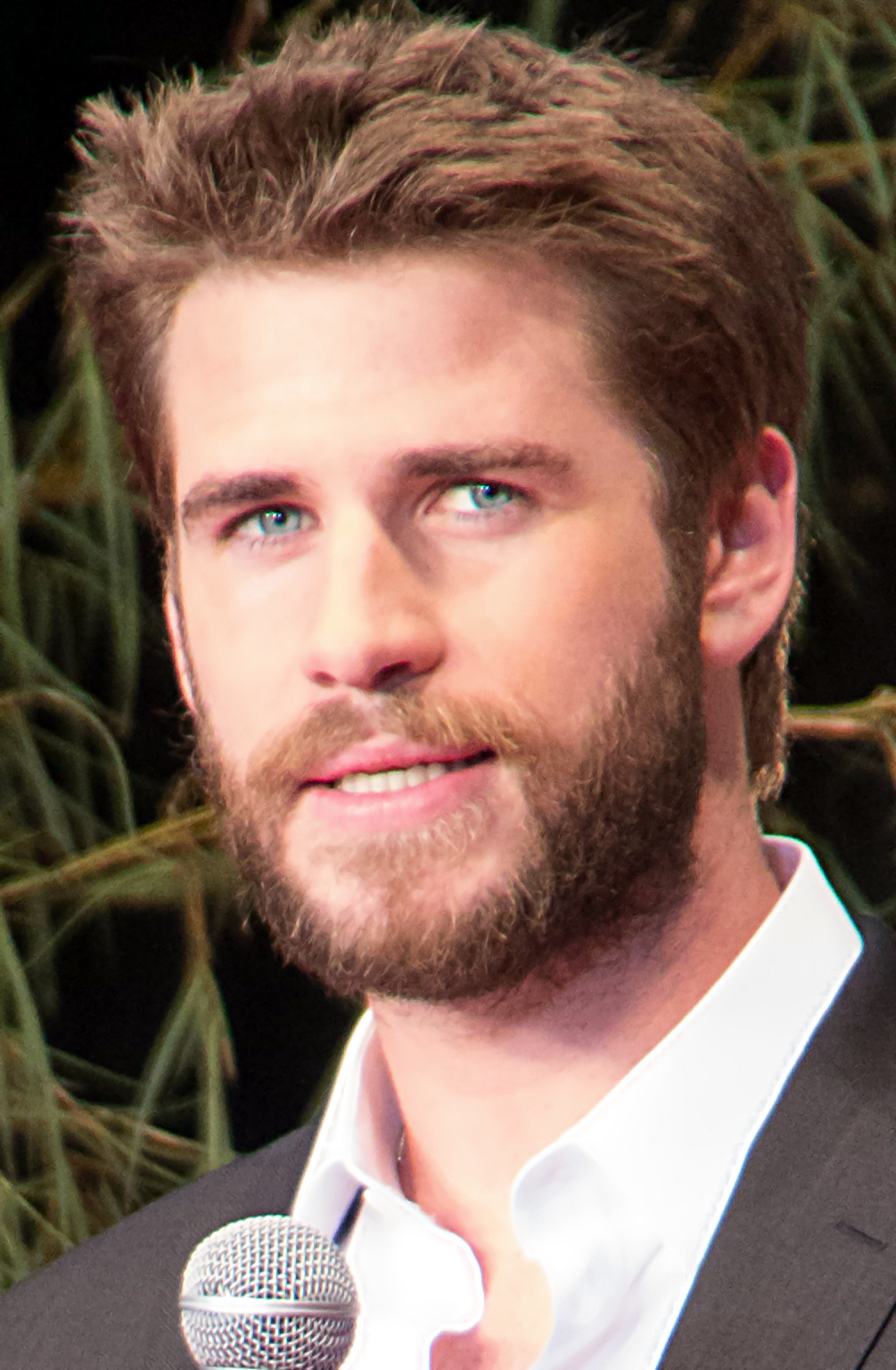
Victor fue el segundo papel de Liam Hemsworth para la pantalla grande.

Aunque ambientada en la ciudad estadounidense de Miami, en Florida, se filmó en Brisbane y la Costa Dorada, en el estado australiano de Queensland, con un elenco de actores en su mayoría australianos. El guionista-director quiso mantener el vínculo y, para ello, bautizó la urbanización donde vive Jess «Sunshine State», un apelativo que utilizan los autóctonos para referirse a Queensland.
En cuanto a las audiciones, el director ha develado que escogió a Melissa George para el papel principal tras verla en la serie de televisión In Treatment, donde interpreta a una joven que siente una profunda atracción por su psicoterapeuta. El rol de Victor le fue asignado al actor australiano Liam Hemsworth siendo esta película su segunda incursión en cine, a pesar de tener hasta ese momento un currículum más extenso como actor de series de televisión, saltando a la fama tras esto al integrar el elenco de películas tales como 'La última canción, o la saga de Los juegos del hambre.
Para montar la secuencia en que la cámara atraviesa el espejo «siguiendo» a la actriz, Smith reconoció haberse inspirado en uno de los planos finales de La mujer del cuadro, de Fritz Lang.

## Lanzamiento

### Pantalla grande
La película se estrenó en el Reino Unido en el London FrightFest Film Festival el 27 de agosto de 2009 y fue estrenada en cines el 16 de octubre de 2009, en el Reino Unido; 30 de diciembre de 2009 en Bélgica; 21 de enero de 2010 en los Países Bajos recaudando U$ 894,985 en el Reino Unido nativo y U$ 1,303,598 en todo el mundo, sin embargo no recibió un estreno teatral en los Estados Unidos.

### Formato casero
Icon Home Entertainment realizó el lanzamiento en DVD y Blu-ray en el Reino Unido el 1 de marzo de 2010, mientras First Look Studios la distribuyó en DVD y Blu-ray desde el 2 de febrero de 2010.

## Análisis
La cinta puede encuadrarse en distintos géneros cinematográficos; así, a partir de un planteamiento aparentemente convencional y deliberadamente anodino del subgénero slasher, la narración va evolucionando hacia propuestas propias del cine de suspenso, de terror, fantástico, de ciencia ficción o dramático, junto con reflexiones de índole metafísica en torno a la idea de tiempo.

### Estructura narrativa
Por lo intrincado de su trama, Triangle ha sido tildada de película puzle, en el sentido de que la historia se va construyendo no según los cánones de la narración convencional sino sobre recursos alternativos como la no linealidad, los bucles temporales o la percepción espaciotemporal fragmentada. Se trata de una tendencia creciente desde la década de 1990 y en la que cabe incluir también obras como 2001: A Space Odyssey, Le locataire, Los cronocrímenes, Coherence e Interstellar.
El primer giro narrativo, cuando las llaves de Jess aparecen en un pasillo del vacío transatlántico, parece introducir en el relato un elemento aparentemente sobrenatural. Después se sucederán diversas «iteraciones» de la protagonista producidas «antes» (o «después») de la línea temporal principal del film y que incluso se cruzan entre sí; a diferencia de otras propuestas similares como Groundhog Day, aquí los diversos ciclos parecen influirse mutuamente. En cualquier caso, si se quisiera establecer una analogía geométrica de la dimensión tiempo en Triangle, más que de una concatenación de infinitos «círculos», tal vez habría que hablar de una imaginaria y desconcertante cinta de Möbius.

### Referencias mitológicas

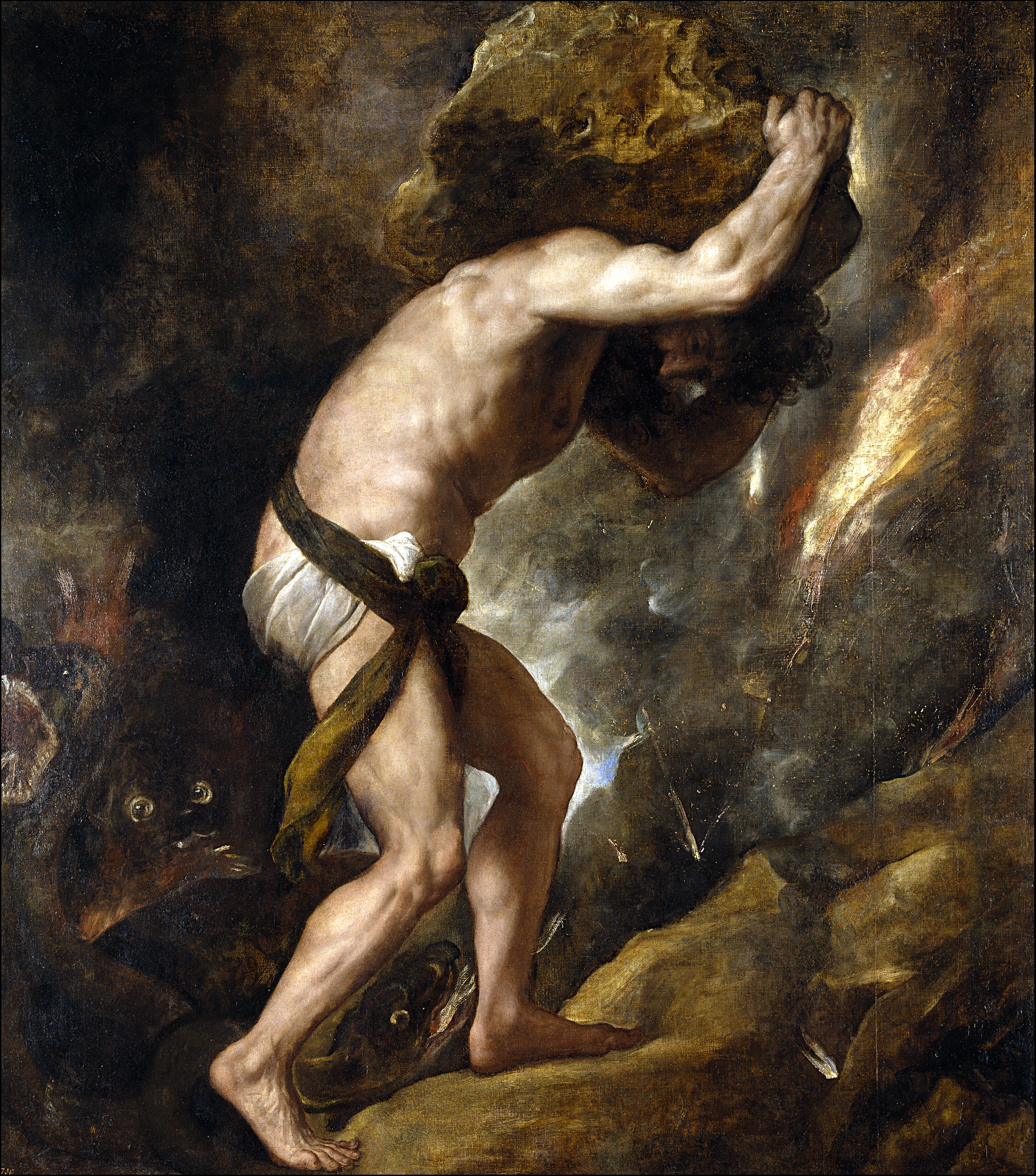
Los eventos vividos por la protagonista en la película se asocian explícitamente al mito de Sísifo.